# Lateraalkanaal Linne-Buggenum
Het Lateraalkanaal Linne-Buggenum ligt tussen Heel en Buggenum en heeft een lengte van 8,9 km. De toegestane maten voor de scheepvaart zijn (L×B×D) 137,5 × 15,5 × 3 meter, dat is CEMT-klasse Va.
Het kanaal is geopend in 1972. Ten westen van de reeds bestaande Sluis Linne was toen ook Sluis Heel gereedgekomen. Sluis Linne werd in de jaren vanaf 1920 aangelegd. Het Kasteel Osen, dat vanaf 1887 in verval was geraakt, moest daartoe in 1920 wijken. Buurtschap Osen werd vrijwel geheel vergraven, waarbij Stuw Linne werd aangelegd en een Maasbocht afgesneden. De binnenvaart kon toen, via Sluis Roermond en Sluis Linne, de Maas stroomopwaarts bevaren en aldus ontstond ook de Lus van Linne.
Het Lateraalkanaal maakte het voor de binnenvaart mogelijk om nog meer Maasbochten af te snijden, waarbij nog slechts één sluis moest worden gepasseerd: de eveneens in 1972 geopende Sluis Heel, waardoor een kortere en snellere vaarroute mogelijk werd. In het sterk versneden gebied ten noorden van de Stuw Linne vindt sedert 1997 natuurontwikkeling plaats: de Overlaat van Linne.
Sinds 1994 kan men lopend en met de (brom)fiets over het stuw- en sluizencomplex bij Linne en dit is daarmee een snelle verbinding tussen Linne op de rechteroever en Heel op de linkeroever.
In het kanaal mondt de Slijbeek uit.